# Margareta Holm
Margareta Holm, född 8 maj 1924 i Vetlanda församling, Jönköpings län, död 14 mars 2005 i Månsarps församling, Jönköpings län, var en svensk friidrottare (diskuskastning). Hon tävlade för Jönköpings AIF. Civilt arbetade hon som banktjänsteman. Holm är begravd på Skogskyrkogården utanför Jönköping.